# 富津市立大貫小学校
富津市立大貫小学校（ふっつしりつ おおぬきしょうがっこう）は、千葉県富津市小久保にある公立小学校。

## 沿革
- 1873年（明治6年）11月15日 - 小久保小学校設立。
- 1887年（明治20年）4月 - 小久保尋常小学校と改称。
- 1889年（明治22年）4月 - 大貫尋常小学校に改称。
- 1904年（明治37年）4月 - 高等科を併設、大貫尋常高等小学校に改称。
- 1941年（昭和16年）4月 - 国民学校令により大貫第一国民学校と改称。
- 1947年（昭和22年）5月 - 学制改革により大貫第一小学校と改称。
- 1955年（昭和30年）3月 - 町村合併により大佐和町立大貫小学校に改称。
- 1966年（昭和41年）8月 - 現在地に校舎移転。
- 1971年（昭和46年）4月 - 大佐和町・天羽町・富津町合併により富津町立大貫小学校に改称。
  - 9月 - 市制施行により富津市立大貫小学校に改称。
- 2004年（平成16年）3月 - 旧校舎耐震補強大規模改修[1]。

## 通学区域
- 小久保（富津ブリストルヒルの区域を除く。）、岩瀬、千種新田（1,059番地及び1,158番地を除く）[2]

## 進学先中学校
- 富津市立大貫中学校

## 交通アクセス
- 東日本旅客鉄道（JR東日本）内房線 大貫駅より徒歩21分。